# Syriska islamiska fronten
Syriska islamiska fronten (arabiska: الجبهة الإسلامية السورية) var en kortlivad allians av väpnade salafistiska rebellgrupper som i det syriska inbördeskriget stred mot landets regering. Den bildades i december 2012 och ledande medlemsorganisation var milisen Ahrar al-Sham. I november 2013 upplöstes Syriska islamiska fronten och alla dess ingående medlemsgrupper uppgick i en ny, mycket större islamistisk väpnad rörelse kallad Islamiska fronten.

## Historia
Syriska islamiska fronten bildades 21 december 2012 genom ett samarbete mellan totalt 11 sunnimuslimska miliser som deltog i syriska inbördeskriget och strävade efter att skapa en islamisk stat enligt salafistiska principer i landet. Bland de ursprungliga medlemsgrupperna fanns förutom Ahrar al-Sham också Al-Haqqbrigaden i Homs, Al-Fajrs islamiska rörelse i Aleppo, Ansar Al-Sham i Latakia, Jaysh Al-Tawhid i Dayr az-Zawr och Hamza ibn ‘Abd al-Muttalib-brigaden i Damaskus. Salafistiska grupper som stod utanför samarbetet var al-Qaidaorganisationen Jabhat al-Nusra samt Islamiska staten i Irak och Levanten. Syriska islamiska fronten tog avstånd från Syriens nationella koalition, den främsta alliansen av sekulära rebellgrupper i inbördeskriget.
På grund av de framgångar som de olika medlemsgrupperna nått i inbördeskriget styrde fronten tidigt över stora områden i Syrien, främst i de norra provinserna. Förutom att ta över områden från den syriska staten militärt sysslade man med sociala tjänster såsom religiös utbildning, vattenförsörjning och transport av andra förnödenheter till civila i de områden man kontrollerade. Detta arbete finansierades bland annat av den turkiska islamistiska välgörenhetsorganisationen Insani Yardim Vakfi och Qatar Charity.
I november 2013 beslutades om ett sammangående med Syriska islamiska befrielsefronten, som också bestod av diverse islamistiskt orienterade rebellgrupper i Syrien men till skillnad mot Syriska islamiska fronten hade nära relationer med den sekulära Fria syriska armén. De två allianserna, inklusive deras respektive medlemsorganisationer, antog det nya namnet Islamiska fronten.

## Ideologi och politisk plattform
Syriska islamiska fronten hade som mål att göra Syrien till en islamisk stat baserat på en salafistisk förståelse av islam. Mäktiga präster i de konservativa monarkierna vid Persiska viken uttalade sitt stöd för dess verksamhet. Medan ett huvudmål med inbördeskriget var att störta den syriska regeringen och president Bashar al-Assad önskade man inte se en direkt amerikansk eller annan västerländsk militär intervention då man menade att detta bara skulle tjäna USA:s intressen och istället för att leda till att regeringen störtades bara bli ytterligare en aggression mot den muslimska världen.